# Paroriza
Genre
Paroriza est un genre de concombres de mer abyssaux de la famille des Gephyrothuriidae.

## Liste des espèces
Selon World Register of Marine Species (16 janvier 2021) :
- Paroriza grevei Hansen, 1956
- Paroriza pallens (Koehler, 1896)
- Paroriza prouhoi Hérouard, 1902 - espèce type
- Paroriza verrucosa Massin, 1987

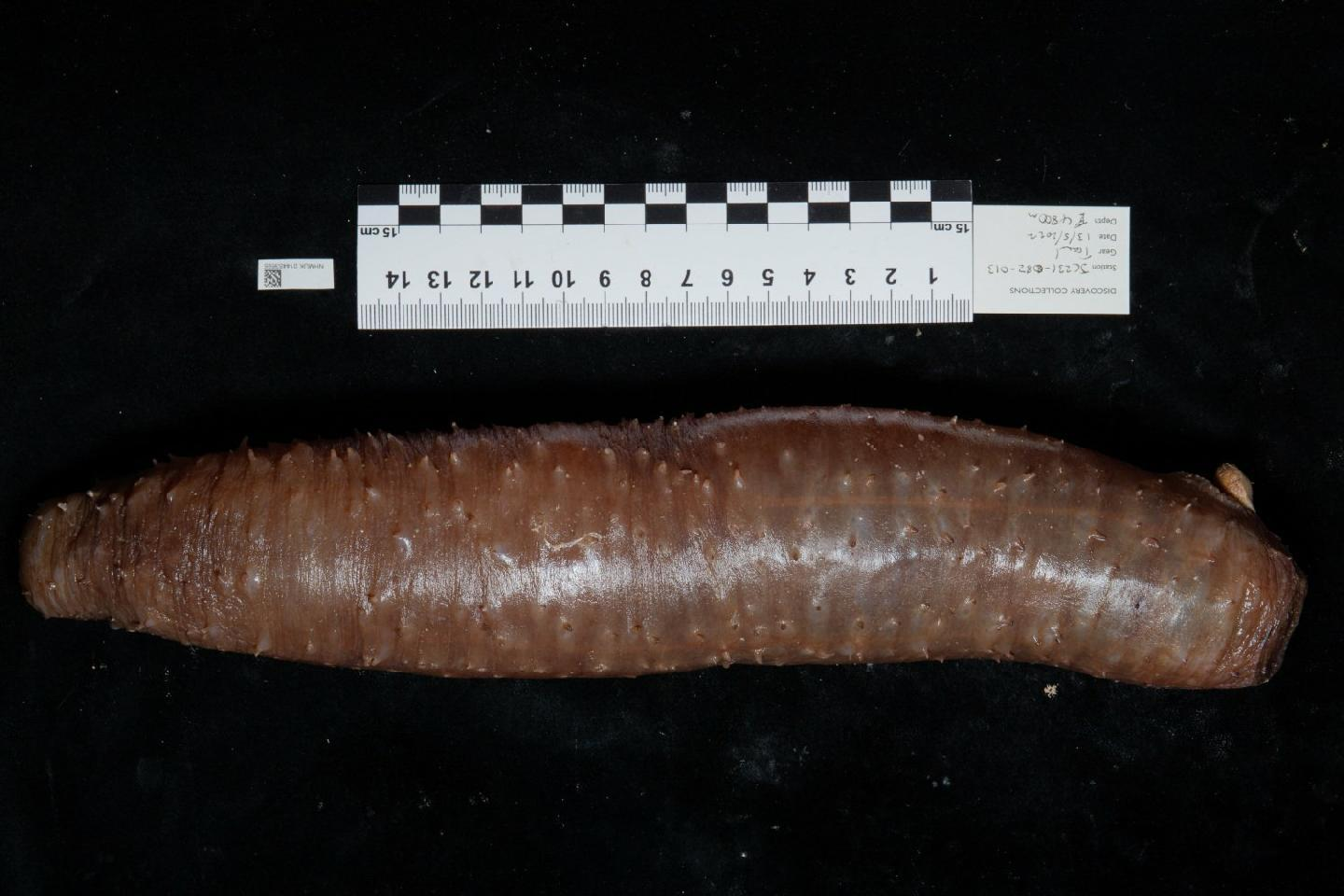
Paroriza prouhoi
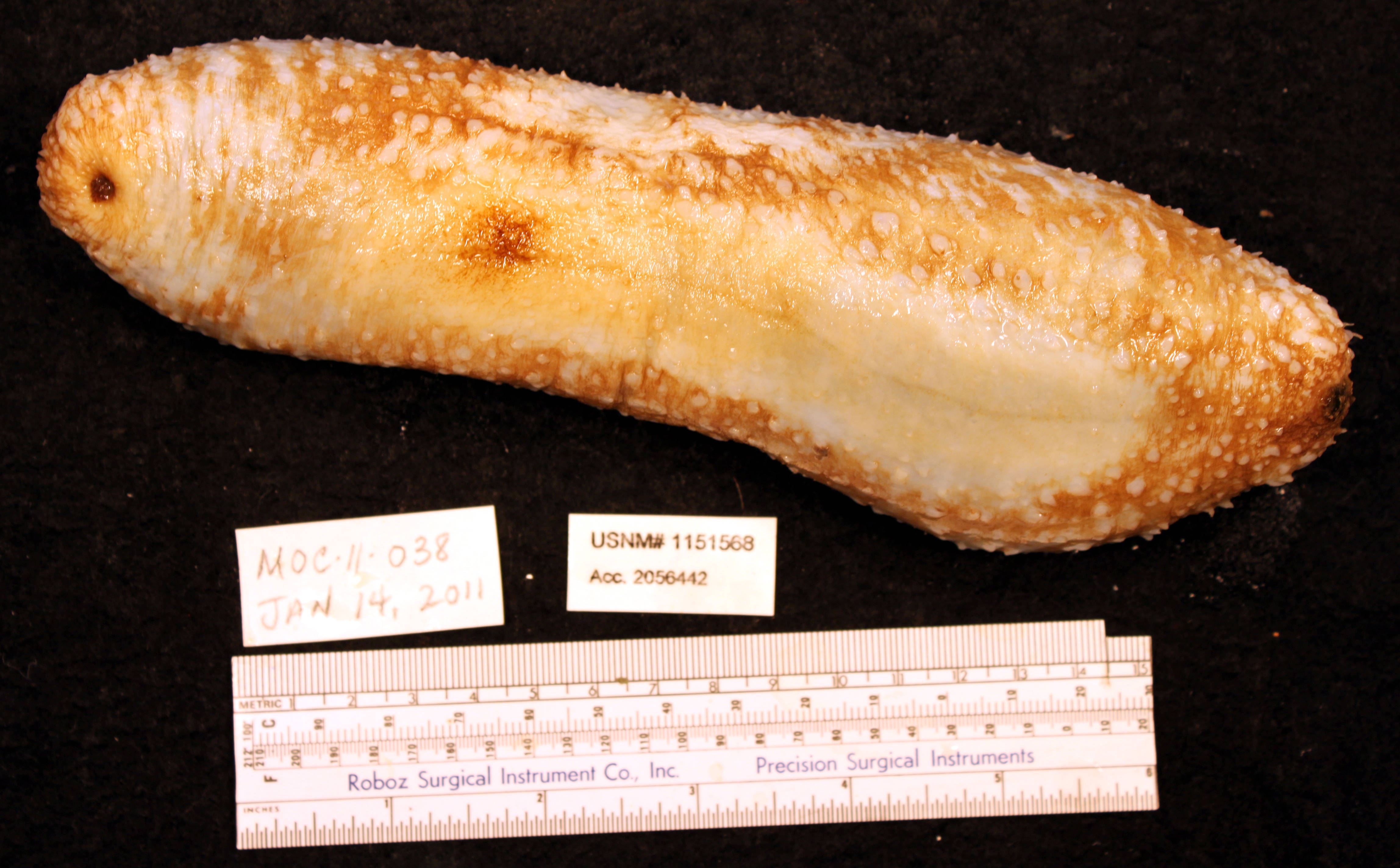
Paroriza sp.

## Publication originale
- Edgard Hérouard, « Holothuries provenant des campagnes de la Princesse-Alice (1892-1897) », Résultats des campagnes scientifiques accomplies sur son yacht par Albert Ier…, Monaco, vol. 21,‎ 1902, p. 1-61 (lire en ligne, consulté le 16 janvier 2021).